# Sphaerosyllis asiatica
Sphaerosyllis asiatica är en ringmaskart som beskrevs av Buzhinskaya 1980. Sphaerosyllis asiatica ingår i släktet Sphaerosyllis och familjen Syllidae. Inga underarter finns listade i Catalogue of Life.